# Том Баррі
Том Баррі (англ. Tom Barry, уроджений — Гал Донаг'ю, англ. Hal Donahue; 31 липня 1885 — 7 листопада 1931) — американський письменник, драматург і сценарист.
Він був номінований на дві премії «Оскар» за найкращий адаптований сценарій, за фільм «У старій Аризоні» і «Хоробрий» на 2-й церемонії вручення премій «Оскар».